# Архимандрит Доситеј (Марјановић)
Доситеј (световно Драшко Марјановић; Моравци, код Љига, 15. фебруар 1929 — Манастир Жича, 2. новембар 1993) био је православни наистакнутији духовник Манастира Жиче и архимандрит.

## Биографија
Јеромонах Доситеј (Марјановић), рођен је 15. фебруара 1929. године у селу Моравци код Љига, побуњеничком крају против Турака, одакле је и вођа устанка Хаџи Ђера. Замонашен је 1950. године у Манастиру Жича од стране епископа Јосифа Цвијовића добивши монашко име Доситеј. Духовник Манастира Жиче, постаје 1973. године био је духовник али и саветник по питању манастира. Упокојио се 2. новембра 1993. године у Манастиру Жича гдје и сахрањен.